# Институт проблем машиностроения РАН
Институт проблем машиностроения Российской Академии наук (ИПМ РАН) — федеральное государственное бюджетное учреждение науки, расположенное в Нижегородской области. Адрес: 603024, г. Нижний Новгород, ул. Белинского, д. 85.

## История
Создан в соответствии с постановлением Президиума Российской академии наук от 29 мая 2012 г. № 121 в результате реорганизации Федерального государственного бюджетного учреждения науки Института машиноведения им. А. А. Благонравова РАН путем выделения из его состава Нижегородского филиала — НФ ИМАШ РАН. Тот образован в 1986 г. Постановлением Президиума АН СССР № 545 от 9 апреля 1986 г. как филиал Института машиноведения им. А. А. Благонравова Академии наук СССР в г. Горьком.
На основании Федерального закона от 27 сентября 2013 г. № 253-ФЗ «О Российской академии наук, реорганизации государственных академий наук и внесении изменений в отдельные законодательные акты Российской Федерации» и распоряжением Правительства Российской Федерации от 30 декабря 2013 г. № 2591-р Институт передан в ведение Федерального агентства научных организаций (ФАНО России).
В соответствии с приказом Федерального агентства научных организаций Российской Федерации от 30.06.2015 № 334, приказом директора Федерального государственного бюджетного научного учреждения «Федеральный исследовательский центр Институт прикладной физики Российской академии наук» от 29.03.2016 № 104"а"-н Институт проблем машиностроения РАН вошел в состав Центра на правах филиала.

## Сотрудники
9 докторов наук (1 из них — член-корреспондент РАН) и 23 кандидата наук.

### Руководство института
23 июня 2016 года директором ИПМ РАН назначен д.ф.-м.н., профессор Владимир Иванович Ерофеев.
В разные годы институт возглавляли: д.т. н. Сорокин Г. К. (1986—1998); к.т. н. Нормухамедов Б. Ф. (1998—2001); д.ф.-м.н., профессор, заслуженный деятель науки РФ Перевезенцев В. Н. (2001—2015).

### Известные преподаватели
В 2008—2016 гг. в институте работал академик РАН Митенков Ф. М. (1924—2016).

## Основные направления научной и образовательной деятельности

### Основные направления научных исследований
Область исследований Института — фундаментальные научные исследования и прикладные разработки, направленные на решение актуальных проблем отечественного машиностроения на базе достижений современной науки, и подготовки кадров высшей научной квалификации.
Упрочняющие, ресурсо- и энергосберегающие технологии обработки материалов. Технологии точного формообразования деталей и конструкций
Повышение надежности и ресурса машин и конструкций за счет увеличения износостойкости, коррозийной и эрозийной стойкости, усталостной прочности материалов. Проблемы разработки и использования перспективных материалов и технологий машиностроения. Физика и механика пластического деформирования и разрушения материалов, наноматериалов и покрытий в условиях экстремальных нагрузок и температур. Волновые и вибрационные процессы в материалах и конструкциях. Виброакустика, методы и средства неразрушающего контроля и диагностики состояния материалов и конструкций. Создание адаптивных систем виброзащиты машин.

### Образовательная деятельность
ИПМ РАН имеет тесные связи с ведущими вузами города: Нижегородским государственным университетом им. Н. И. Лобачевского (ННГУ), Нижегородским государственным техническим университетом им. Р. Е. Алексеева (НГТУ), Нижегородским государственным архитектурно-строительным университетом (ННГАСУ) в преподавательской деятельности, в которых участвуют 17 сотрудников института.